# Anton Grabner-Haider

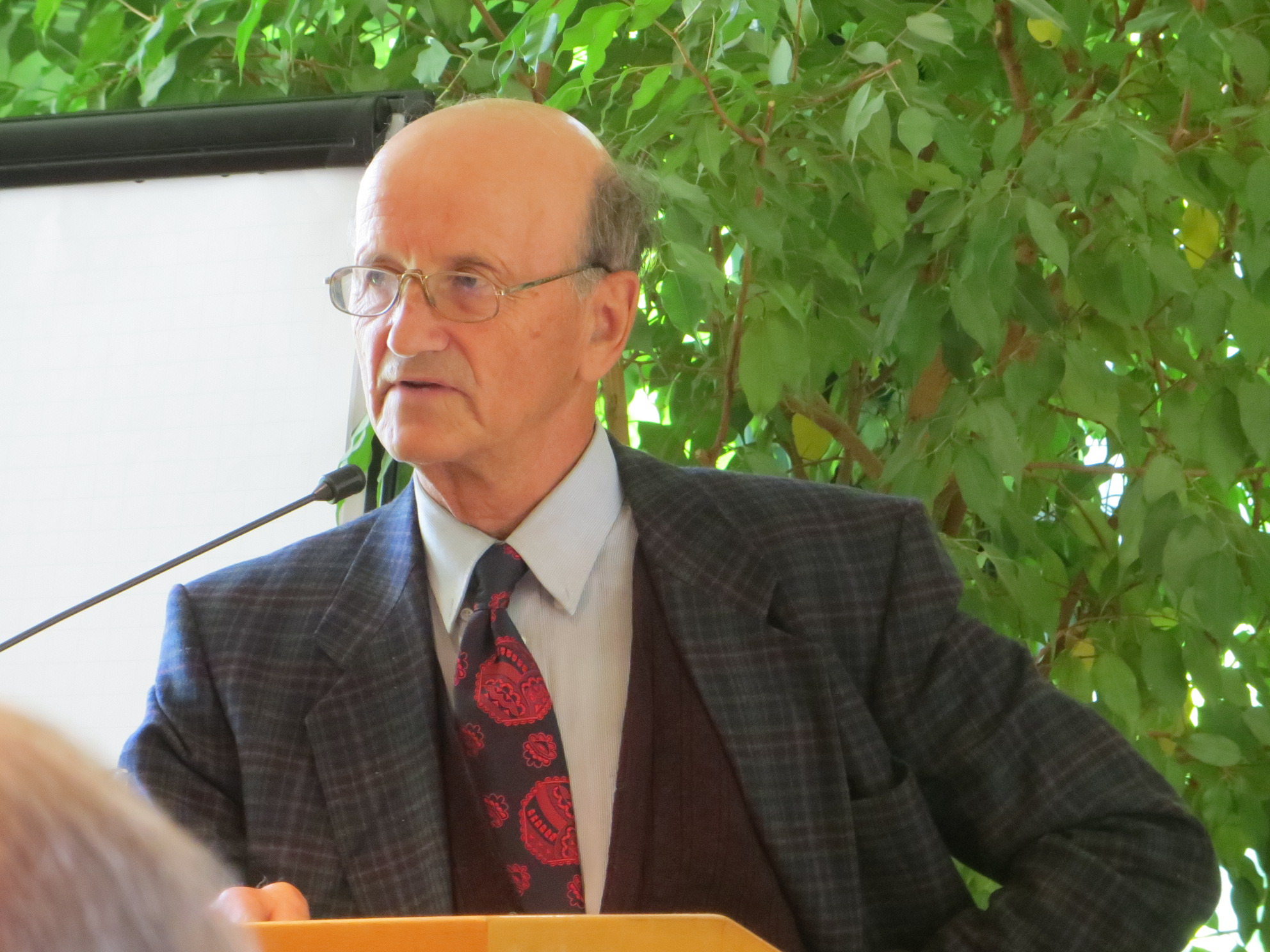
Anton Grabner-Haider

Anton Grabner-Haider (* 19. Mai 1940 in Pöllau, Steiermark) ist ein österreichischer Philosoph, Kulturwissenschaftler, Autor, Kulturpublizist sowie Professor für Religionsphilosophie an der Universität Graz.

## Leben
Anton Grabner-Haider studierte katholische und evangelische Theologie in Graz, Tübingen, Bonn, Münster und Wien. Anschließend war er für vier Jahre als katholischer Priester tätig. Nach Laisierung, Heirat und Ausschluss aus der Theologischen Fakultät studierte Grabner-Haider Philosophie und habilitierte 1976 in Religionsphilosophie an der Universität Graz, wo er seit 1983 als titulierter Professor (Privatdozent) Religionsphilosophie, Kulturphilosophie und Interkulturelle Philosophie lehrte. Im Sommer 2023 beendete er seine Vorlesungen, betreut aber noch Dissertanten.
Über seine akademische Tätigkeit hinaus engagiert er sich im Bereich Erwachsenenbildung und ist an der Urania Steiermark seit Jahrzehnten als Vortragender für kulturgeschichtliche und religionswissenschaftliche Themen aktiv.
Er organisiert seit 2009 jedes Jahr für den Verein  Sommerakademie Graz-Rein mehrere wissenschaftliche Tagungen zu Fragen der interkulturellen Philosophie und des Dialogs der Kulturen. Außerdem ist er bei den Tagungen des Vereins für Kulturgeschichte sowie den „Grenzgesprächen zwischen Naturwissenschaft und Religion“ maßgeblich tätig.
Grabner-Haider  leitet außerdem den „Arbeitskreis Kritische Philosophie“ in Graz und ist Vorstandsmitglied im Grazer Verein für praxisnahe Philosophie. Zudem arbeitet er in der Initiative Weltethos in Wien mit. An der Planung der Reihe „Haus der Kulturen“ und des „Interkulturellen Stadtfestes 2014“ in Graz war er beteiligt.
Grabner-Haider ist Autor von mehr als 50 Büchern, die in neun Sprachen übersetzt wurden.

## Veröffentlichungen (Auswahl)

### Als Autor
- Strukturen des Mythos, Peter Lang Verlag, Frankfurt am Main 1990
- Semiotik und Theologie, Kösel Verlag, München 1980
- Kritische Religionsphilosophie, Verlag Styria, Graz 1995
- Die wichtigsten Philosophen, Matrix Verlag, Wiesbaden 2006
- Hitlers mythische Religion, Böhlau Verlag, Wien 2009
- Hitlers Theologie des Todes, Verlag Lahn, Kevelaer 2009
- mit Klaus Davidowicz, Karl Prenner: Kulturgeschichte der Frühen Neuzeit, von 1500 bis 1800, Verlag Vandenhoeck/Ruprecht, Göttingen 2014
- mit Franz Wuketits: Atheismus oder Kulturchristentum? Zwischen Dialog und Kooperation, Angelika Lenz Verlag, Neu Isenburg 2014
- mit Karl Prenner: Kulturgeschichte des 19. Jahrhunderts, Göttingen 2015
- mit Bernhard Lang: Was bleibt vom christlichen Glauben, Verlag Schöningh, Paderborn 2015
- Erotik und Religion; Alibri Verlag, Aschaffenburg 2015
- mit Franz Wuketits: Religion als Zeitbombe? Alibri Verlag, Aschaffenburg 2016
- mit Franz Wuketits: Die griechisch-römische Antike, Angelika Lenz Verlag, Neu-Isenburg 2016
- Ideologien und Kultur im 20. Jahrhundert, Verlag Dr. Kovač, Hamburg 2017
- Kritische Rationalität und religiöser Glaube. In der Dynamik der postmodernen Kultur; Verlag Dr. Kovač, Hamburg 2018
- Die Gärten der Venus. Erotische Texte aus Indien, Israel und Europa, Angelika Lenz Verlag, Neu-Isenburg 2018
- Die Dynamik des Christentums. Im Vergleich der Weltkulturen; Verlag Dr. Kovač, Hamburg 2019
- Weisheit aus Japan, Angelika Lenz Verlag, Neu-Isenburg 2019
- Weisheit aus China, Angelika Lenz Verlag, Neu-Isenburg 2020
- mit Hubertus Mynarek, Erich Satter: Das andere Christentum. Über die neue Vielfalt der Religiosität, Angelika Lenz Verlag, Neu-Isenburg 2020
- mit Bernhard Lang, Karl Prenner: Kein Kampf der Kulturen. Kritische Auslegung der Bibel und des Koran. Verlag Dr. Kovač, Hamburg 2020.
- Die Weisheit der Moderne in "Philosophie der Weltkulturen, Bd. VII", Angelika Lenz Verlag, Neu-Isenburg 2022
- Das verwandelte Christentum, Plattform Johannes Martinek Verlag, Perchtoldsdorf 2023, ISBN 978-3-9505332-4-8
- Dynamik der jüdischen Philosophie. Von den Anfängen bis zur Gegenwart. Hamburg 2023, ISBN 978-3-339-13572-8.
- Dynamik der russischen Philosophie. Von den Anfängen bis zur Gegenwart. Hamburg 2024, ISBN 978-3-339-13792-0.
- Dynamik der Philosophie in Afrika und Japan. Von den Anfängen bis zur Gegenwart. Hamburg 2024, ISBN 978-3-339-14078-4.
- Dynamik der Philosophie in Indien und China. Von den Anfängen bis zur Gegenwart. Verlag Dr. Kovač, Hamburg 2025, ISBN 978-3-339-14288-7.
- Friedensglocken 45. Spirituelle Biographie eines Querdenkers. Plattform Johannes Martinek Verlag, Perchtoldsdorf 2025, ISBN 978-3-9505526-2-1.
- Die verhagelten Kirchen. Der Wandel des religiösen Bewusstseins. Angelika Lenz Verlag, Neu-Isenburg 2025, ISBN 978-3-943624-92-2.

### Als Herausgeber
- Praktisches Bibellexikon. Unter Mitarbeit katholischer und evangelischer Theologen. 1969; 14. Auflage Freiburg im Breisgau 1996; Neudruck: „15., aktualisierte Ausgabe“, Verlag Herder, Wiesbaden 2005
- Philosophie der Weltkulturen, Matrix Verlag, Wiesbaden 2007
- Ethos der Weltkulturen, Verlag Vandenhoeck/Ruprecht, Göttingen 2006
- Religionen und Kulturen der Erde, Böhlau Verlag, Wien und Wiss. Buchgesellschaft, Darmstadt 2005
- Meisterdenker der Welt, LIT Verlag, Wien 2004
- Kulturgeschichte der Bibel, Vandenhoeck/Ruprecht, Göttingen 2008
- Kulturgeschichte des Frühen Christentums, Vandenhoeck/Ruprecht, Göttingen 2010
- Kulturgeschichte des Frühen Mittelalters, Vandenhoeck/Ruprecht, Göttingen 2011
- Kulturgeschichte des Späten Mittelalters, Vandenhoeck/Ruprecht, Göttingen 2012
- Philosophie der Weltkulturen, Band I., Angelika Lenz Verlag, Neu-Isenberg 2017

### Als Autor des „philosophischen Theaters“
- Giordano Bruno – Held der Freiheit (2016)
- Luther und Erasmus (2017)
- Marx trifft Nietzsche (2017)
- Garten der Venus – Ovids Ars amatoria (2017)